# Estádio Municipal de La Pintana
O Estádio Municipal de La Pintana é um estádio de futebol localizado em La Pintana, Santiago, Chile. É utilizado pelo Santiago Morning. tendo capacidade para 6.000 pessoas.
Recebeu o Rugby sevens nos Jogos Pan-Americanos de 2023.